# Lago Kummerow
El lago Kummerow (en alemán: Kummerowsee) es un lago situado en el distrito de Llanura Lacustre Mecklemburguesa, en el estado de Mecklemburgo-Pomerania Occidental (Alemania), a una altitud de 0,3 metros; tiene un área de 3255 hectáreas.
Está conectado con el lago Malchiner a través del río Peene.